# کلیسای لاشتخوری
کلیسای لاشتخوری (به گرجی: ლაშთხვერის მთავარანგელოზის ეკლესია) یک کلیسا در گرجستان است که در ناحیه سوانتی واقع شده‌است. ساخت این کلیسا به سده چهاردهم تا پانزدهم میلادی باز می‌گردد.